# Deutsche Naturhorn Solisten
Die Deutschen Naturhorn Solisten sind ein Bläserensemble für Naturhorn.

## Geschichte
Zusammen mit einigen naturhornbegeisterten Studenten der Folkwang-Musikschule in Essen gründete Wilhelm Bruns, der sich unter Hermann Baumann neben dem Ventilhorn dem Naturhorn zugewandt hatte, das Ensemble im Jahr 1985. In den folgenden Jahren entwickelte es sich durch Erarbeitung und Aufführung der umfangreichen Literatur zu einem führenden Klangkörper der Naturhornmusik. Im Rahmen der historischen Aufführungspraxis nimmt das Naturhorn wegen seines authentischen Klangbildes eine besondere Stellung ein, speziell im Bereich der Jagdmusik. Mit der Ersteinspielung der 24 Trios von Anton Reicha gelang dem Ensemble eine erste international beachtete Produktion. 2002 erhielt die Gruppe zusammen mit dem Kammerorchester Neue Düsseldorfer Hofmusik für Hornkonzerte und Ouvertüren von Georg Philipp Telemann in der Kategorie „Beste Konzerteinspielung des Jahres“ den Musikpreis Echo Klassik.